# Катуар, Жан
Жан Катуар (фр. Jean Catoire, 1923—2005) — французский композитор и теоретик музыки, внучатый племянник Георгия Катуара.

## Биография
Жан Катуар родился 1 апреля 1923 года в Париже, в семье выходцев из России; был внучатым племянником русского композитора Георгия Катуара, мать — немецкого происхождения. Окончил Парижскую консерваторию Сергея Рахманинова, с конца 1940-х посещал класс Оливье Мессиана, слушал его лекции в США. Не приняв ни музыкальные принципы наставника, ни наиболее распространенные в ту пору традиции французской музыки (Дебюсси, Шенберг), Катуар оказался в стороне от публичной музыкальной жизни. Много преподавал, среди его учеников — Доминик Дюпраз. Его музыка почти не исполнялась, первая запись (вместе с произведениями Хильдегарды Бингенской) состоялась в 1999.
Катуар скончался 9 ноября 2005 года в Париже.

## Творчество
Среди наиболее близких себе французских композиторов Катуар называл Эрика Сати, среди русских — Мусоргского, Скрябина, Прокофьева.
Композитор необыкновенной творческой активности, оставил около 600 произведений, несколько десятков которых принадлежат к духовной музыке (органные и хоральные сочинения). Дважды переживал периоды творческого молчания (1959—1960, 1989—1990). В многочисленных эссе развил своеобразную философию «нового звучания» («слуховых видений»), восходящую к началам средневековой европейской музыки (Школа Нотр-Дам — Перотин и др.), к тибетскому музицированию. Особое значение при этом придавалось музыкальной статике и ритуальному повторению. В этом плане исследователи сближают творчество Катуара с сакральным минимализмом Хенрика Гурецкого, Арво Пярта.

## Наследие
В последние годы творчество Катуара активно пропагандируют представители Новой консонантной музыки (см.: ). Произведения Катуара — как духовные, так и светские — стали заметно чаще исполнять. В 2004 появилась запись его реквиемов вместе с аналогичными сочинениями Форе и Сати.